# SK Freiburg-Zähringen 1887

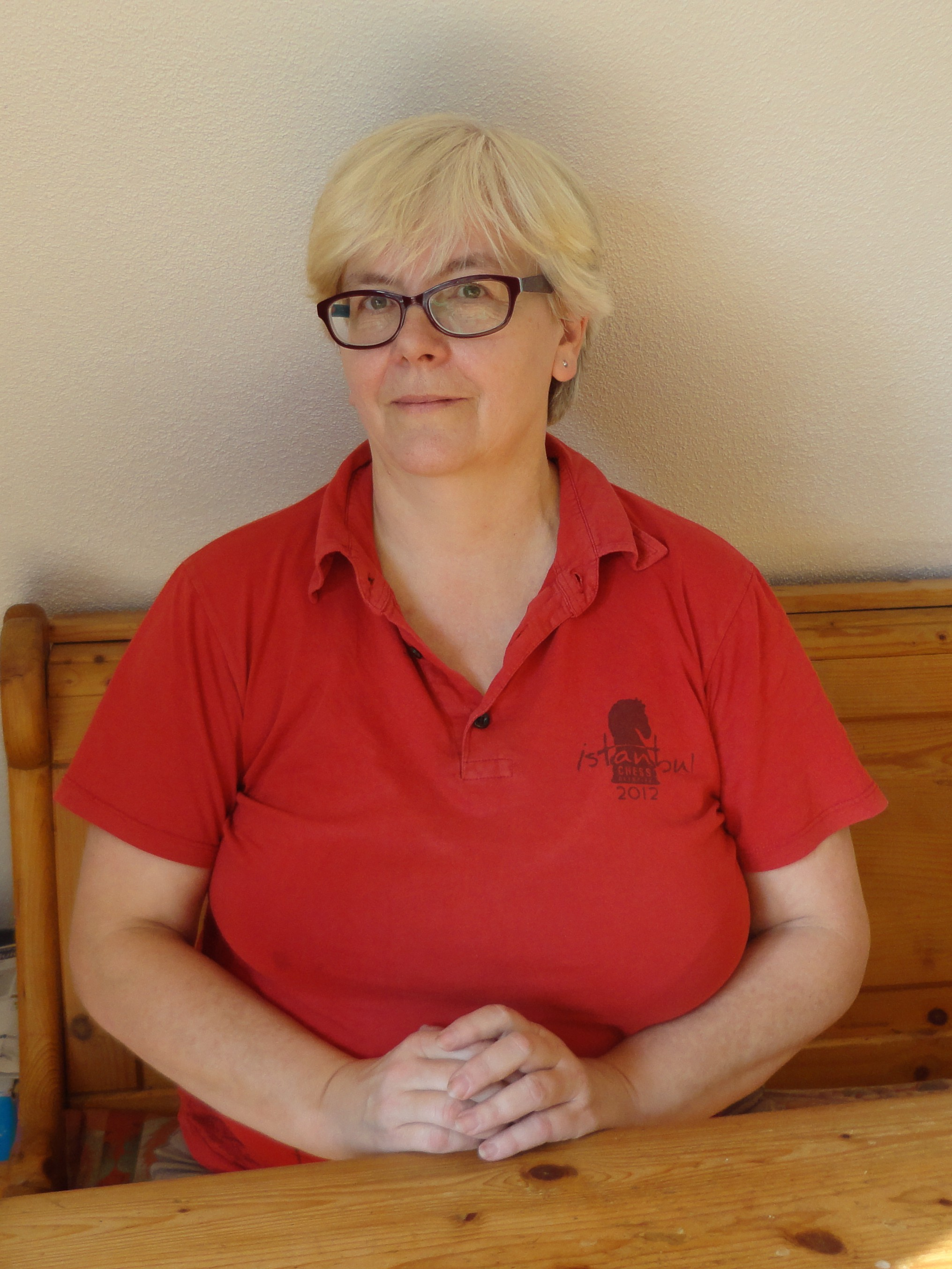
Barbara Hund, 1. Vorsitzende des Schachklubs Freiburg-Zähringen 1887

Der SK Freiburg-Zähringen 1887 e. V. ist ein deutscher Schachverein.

## Historie des Vereins

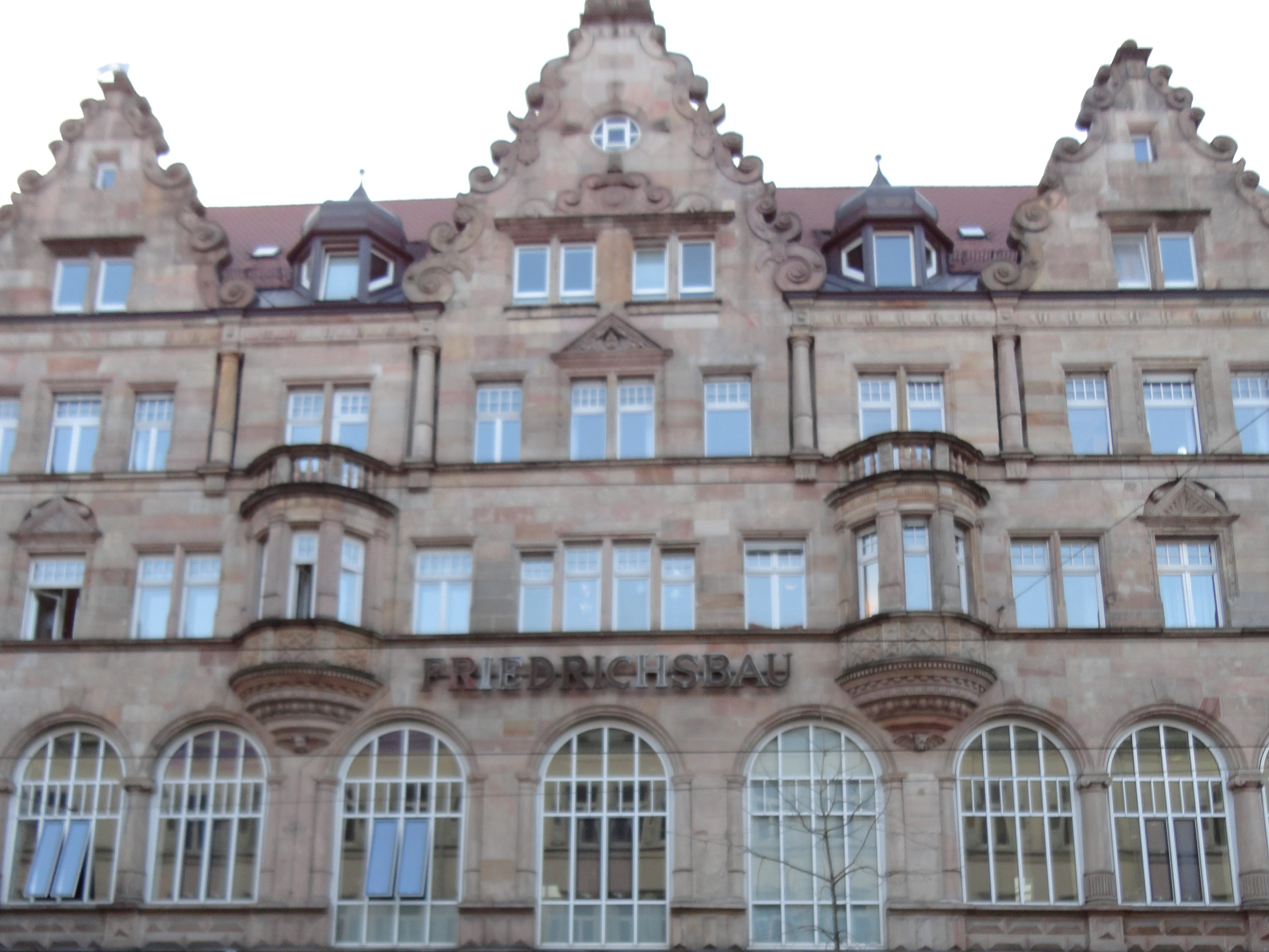
Friedrichsbau (2015), früher (um 1900) das Wiener Kaffee

Der Verein wurde am 8. Dezember 1887 als vierter badischer Schachverein unter dem Namen Freiburger Schach-Club gegründet. Im Friedrichsbau befand sich das Wiener Kaffee, das um 1900 Spiellokal des Vereins war.
Er wechselte mehrmals seinen Namen. Seit 2007 hat er seinen aktuellen Namen. Ins Vereinsregister wurde 2007 eingetragen: „Der Verein führt den Namen SK Freiburg-Zähringen 1887 e. V. und setzt Tradition und Zweck der Freiburger Schachfreunde 1887 e. V. und des SK Zähringen 1921 fort“.

### Freiburger Schach-Club

Carl Hartlaub Breslau 1912

Im Vorstand des 1887 gegründeten Vereins war in verschiedenen Funktionen von 1887 bis 1912 das Gründungsmitglied Eduard Kneis. Der Verein spielte zunächst in der Gambrinushalle, musste jedoch häufig den Spielort wechseln.
Stärkster Spieler war damals Rechtsanwalt Carl Hartlaub. Von 1902 bis 1908 hatte Fabrikant Ludwig Jäger den Vorsitz. Damals spielte der Verein im Wiener Kaffee. Während dieser Zeit gab Carl Schlechter 1906 eine Simultanvorstellung. Fabrikant Alex Friedrich Walter Hellige, Gründer der Medizintechnikfirma Hellige war von 1909 bis 1910 Vorsitzender des Vereins.
Mai 1910 bei der Gründung des Badischen Schachverbandes waren die Freiburger von Anfang an tatkräftig dabei, wie Oskar Naegeli. Nach Kneis erhielt auch Hellige einen Sitz im Vorstand des Badischen Schachverbandes. Januar 1913 erfolgte der Eintrag des Freiburger Clubs ins Vereinsregister unter dem Namen Schachklub Freiburg im Breisgau.
Dezember 1913 spielte Weltmeister Emanuel Lasker simultan in Freiburg mit einem Ergebnis von zwanzig Siegen und fünf Remisen. Der Erste Weltkrieg unterbrach das Spielgeschehen und setzte dem Aufschwung im Verein ein vorläufiges Ende. Der seit 1911 dem Club vorstehende Wilhelm von Wolff kehrte aus dem Ersten Weltkrieg nicht mehr ans Brett zurück.

### Weimarer Republik (1919 bis 1933)

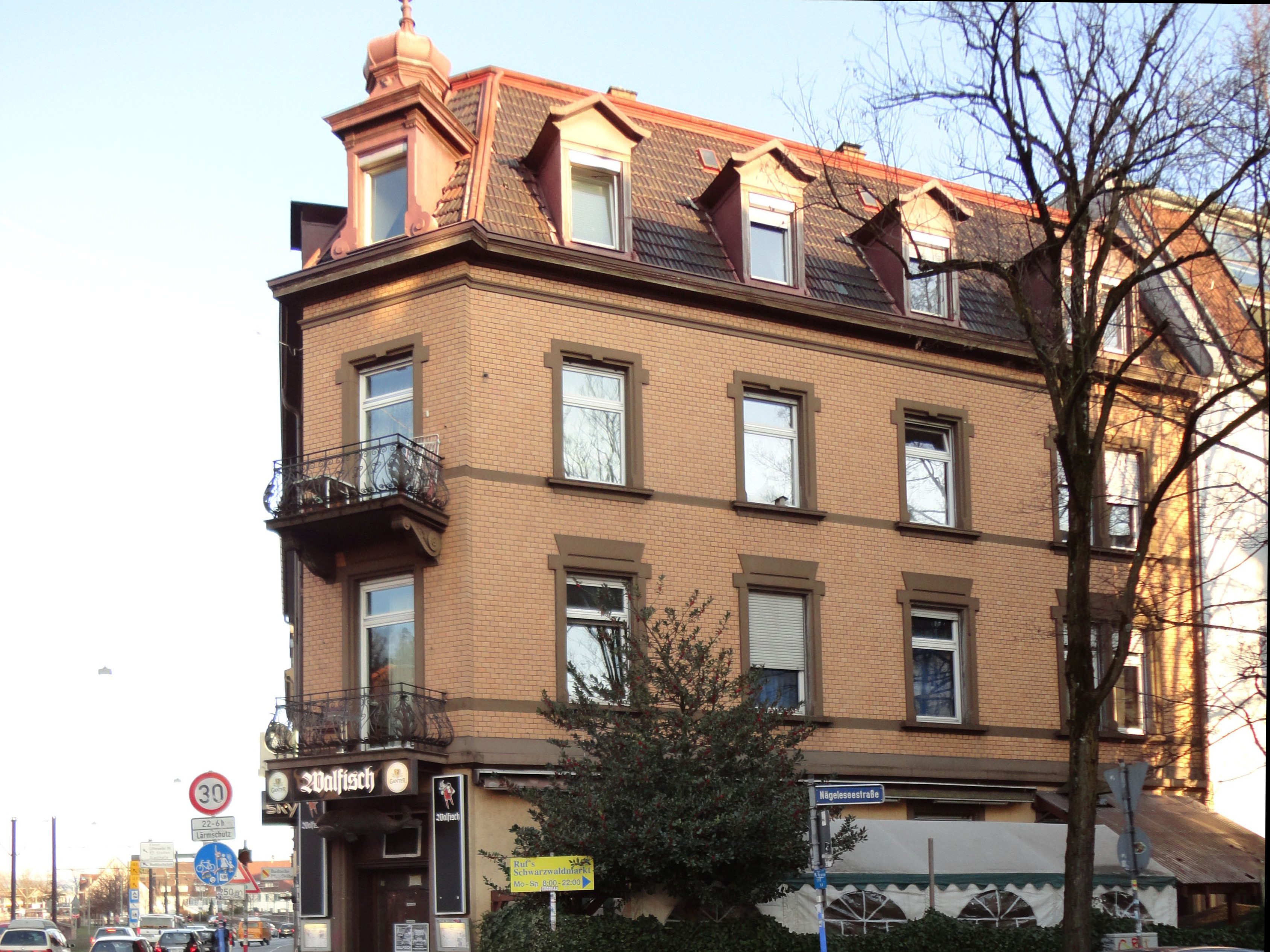
Gaststätte Walfisch (2015), vor 90 Jahren das Lokal Zum Schwarzen Walfisch

Der Freiburger Schach-Club überschritt 1920 mit 50 Mitgliedern deutlich den Vorkriegsstand. Es stellten sich erste Erfolge auf badischer Ebene ein. 1921 entstand der Schachclub Zähringen. 1925 wurde die Freiburger Schachgesellschaft gegründet. Sie spielte im Lokal Zum Schwarzen Walfisch in der Schützenallee. Johannes Schmitz, der Gastwirt des Lokals Zum Schwarzen Walfisch (heute Walfisch in der Schützenallee) war ein begeisterter Anhänger des königlichen Spiels und brachte aufgrund seiner Herzlichkeit, auch gegenüber schwächeren Spielern, der Schachgesellschaft großen Zulauf. Gespielt wurde donnerstags im Walfisch.
1925 war der Freiburger Schach-Club, der sich 1925 Freiburger Schachklub schrieb, auf 90 Mitglieder angewachsen. Täglich 20 bis 30 Spieler trafen sich im Kaffeehaus Kopf. Generalarzt Karl Ziebert schaffte 1926 den Einzug in die Freiburger Zeitung mit einer Sonntagsschachspalte. Er wurde 1926 Vorsitzender des Freiburger Schach-Clubs. Vergleichskämpfe mit Basel wurden wieder aufgenommen, der Kontakt zum Elsass brach ab. 1928 wechselte Fritz Schottmüller aus dem Arbeiterschachklub zum Freiburger Schachklub und wurde Klubmeister.
1930 entstand ein sechster Schachverein in Freiburg, die Schachfreunde Haslach. Außerdem gab es etliche Betriebschachgruppen. Die stärkste war die des Herder-Verlags, aus der mehrere bekannte Spieler hervorgingen, wie zum Beispiel Emil Joseph Diemer. Ende der Zwanzigerjahre bekam der Schachklub den Siegeszug des Nationalismus zu spüren. Um 1930 machte sich auch unter den Studenten ein Rechtsruck bemerkbar. Auch der Konsumzwang im Kopf bot Anlass zur Kritik.
Im August 1930 tagte der 8. Badische Kongress in Freiburg. Auch 1932 übernahm der Klub nochmals die Ausrichtung des Badischen Kongresses, den Hussong im September 1932 gewann.

### Drittes Reich (1933 bis 1945)

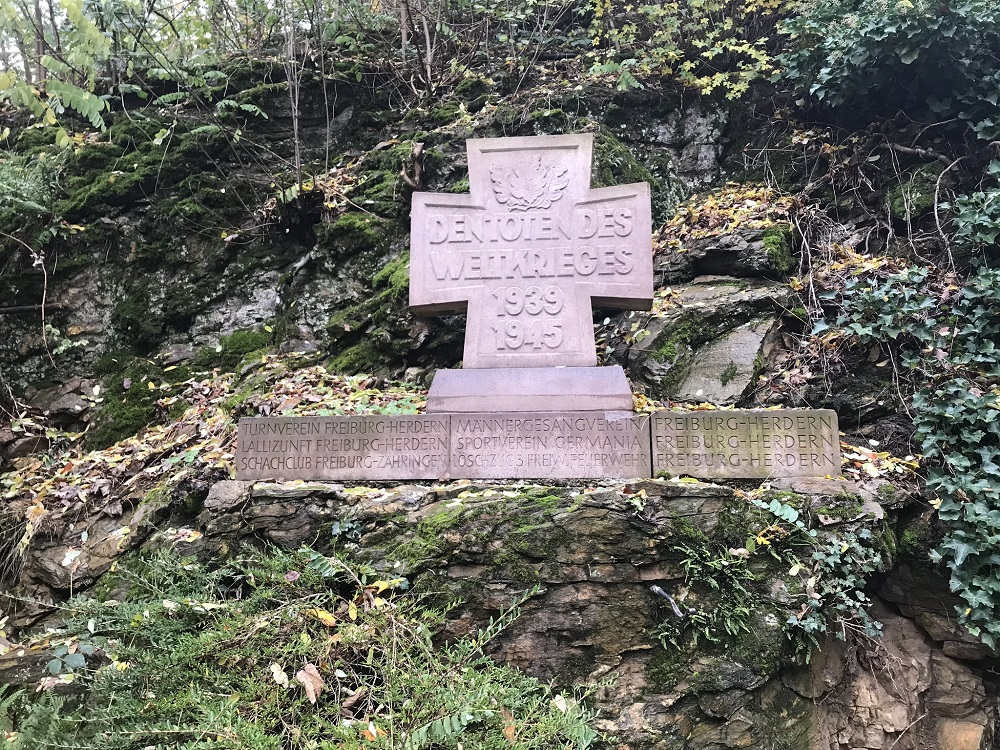
Kreuz für im 2. Weltkrieg Gefallene

Die Arbeiterschachklubs wurden 1933 aufgelöst, ebenfalls die Schachgruppe des Herder-Verlags.
Im April 1934 wurden in Freiburg die sechste bis achte Partie des  Weltmeisterschaftskampfes Aljechin - Bogoljubow ausgetragen. Für die Badener galt Efim Bogoljubow als Mitbürger ungeachtet seiner Abstammung. Nach dem Ersten Weltkrieg bewies er seine Zugehörigkeit zur Weltspitze.
1937 kam Max Pelzer zum Verein, der 1937 den 1. Platz mit Max Eisinger beim 16. Kongress in Villingen teilte und damals gegen Eisinger gewann. Innerhalb der Freiburger Szene begann sich das Geschehen in den späten Dreißigerjahren wieder stärker auf den Freiburger Schachklub zu konzentrieren. Kammerer verstärkte die Mannschaft des Freiburger Schachklubs, wie auch Nägeli. Auch ein zweiter Schweizer, A. Stähelin (Landesmeister 1927) hatte in Freiburg studiert und für den Freiburger Schachklub Mannschaftskämpfe bestritten.
Ebenfalls 1937 kam Bogoljubow wieder zu einem Simultanspiel nach Freiburg. Den einzigen Sieg verbuchte der Vorsitzende Wilhelm Winterer.
Eine ungemein reiche Epoche des Freiburger Schachlebens ging mit Kriegsausbruch jäh zu Ende. 1944 fiel das Kaffeehaus Zum Kopf unter den alliierten Bomben und wurde nicht wieder aufgebaut.

## Nachkriegszeit nach dem Zweiten Weltkrieg in Deutschland (1946 bis 2007)

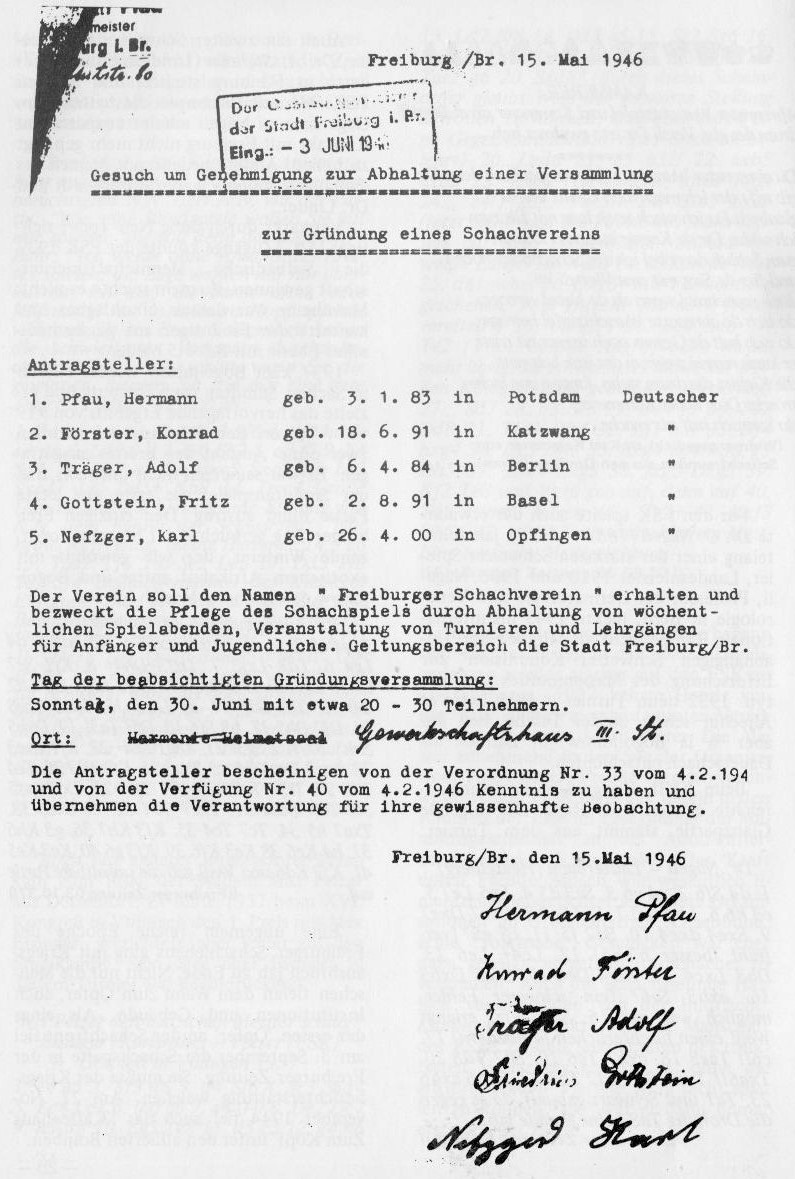
Gesuch auf Abhaltung der Gründungsversammlung 1946

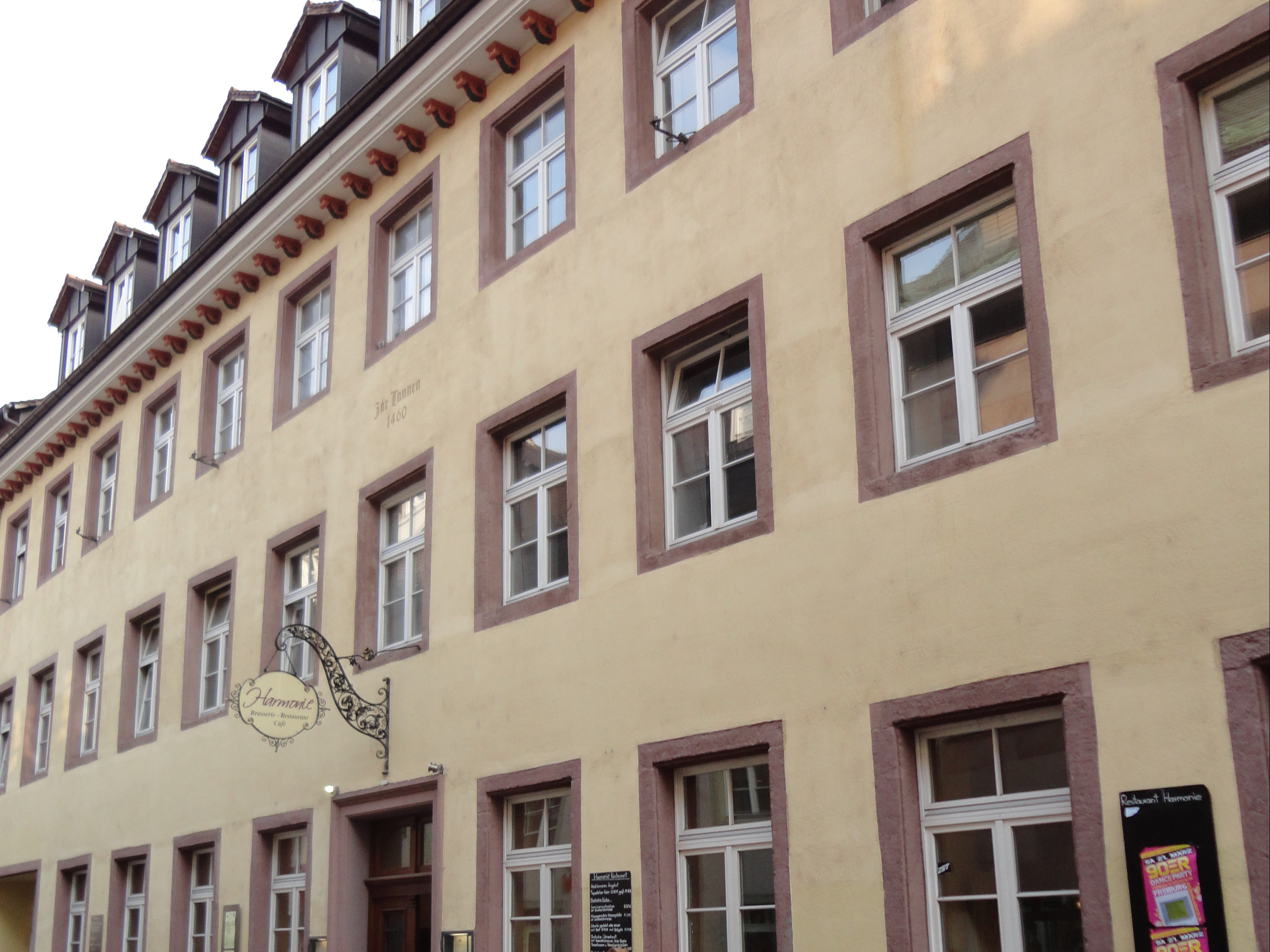
Gaststätte Harmonie (2015)

### Freiburger Schachverein

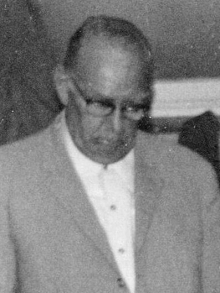
Friedrich A. Stock

1946 nach Ende des Zweiten Weltkrieges versammelten sich einige frühere Mitglieder der alten Schachklubs im Haus von Rechtsanwalt Erwin Cuntz. Für den Antrag auf Neugründung (eine Vereinsfortführung unter altem Namen war verboten) brauchte es drei unbelastete Personen.
Um eine Versammlung zur Gründung eines Schachvereins abhalten zu können, musste ein entsprechendes Gesuch bei der Stadt Freiburg eingereicht werden. Hermann Pfau der Ex-Präsident des 1933 aufgelösten Arbeiterschachklubs wurde Präsident des neuen Vereins. In der Satzung wurde der Verein als Neugründung des Arbeiterschachklubs apostrophiert und erhielt den Namen Freiburger Schachverein.
Am 25. August 1946 in der Gaststätte Harmonie an der Grünwälderstraße fand die Gründungsversammlung statt. Mitglieder kamen aus den ehemaligen Vereinen Freiburger Schachklub, Schachverein Zähringen, Schachklub Alia und Arbeiter-Schachklub. 1951 wurde der Verein ins Vereinsregister eingetragen.

### Ära Stock (1948 bis 1965)

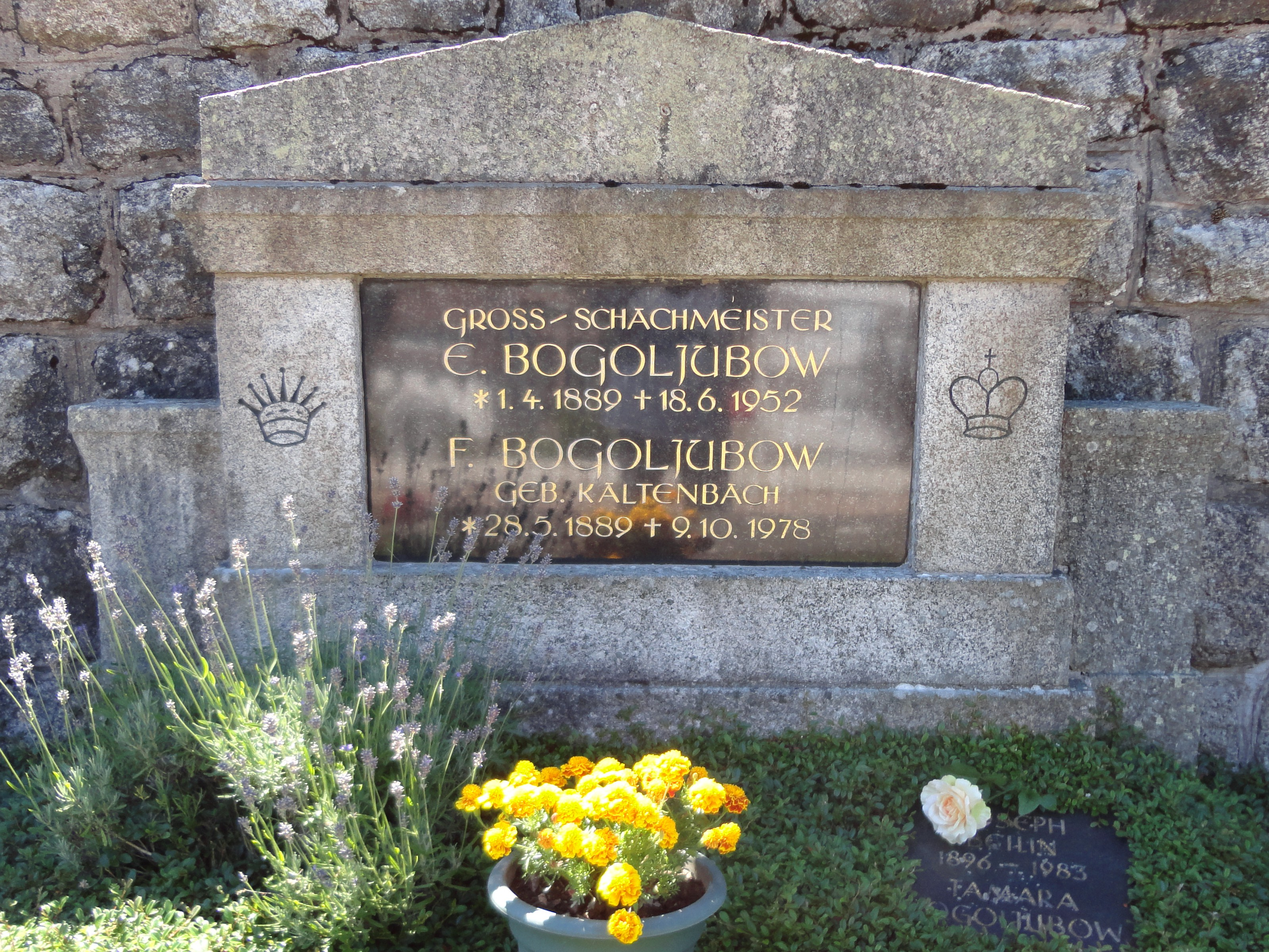
Bogoljubows Grabmal in Triberg

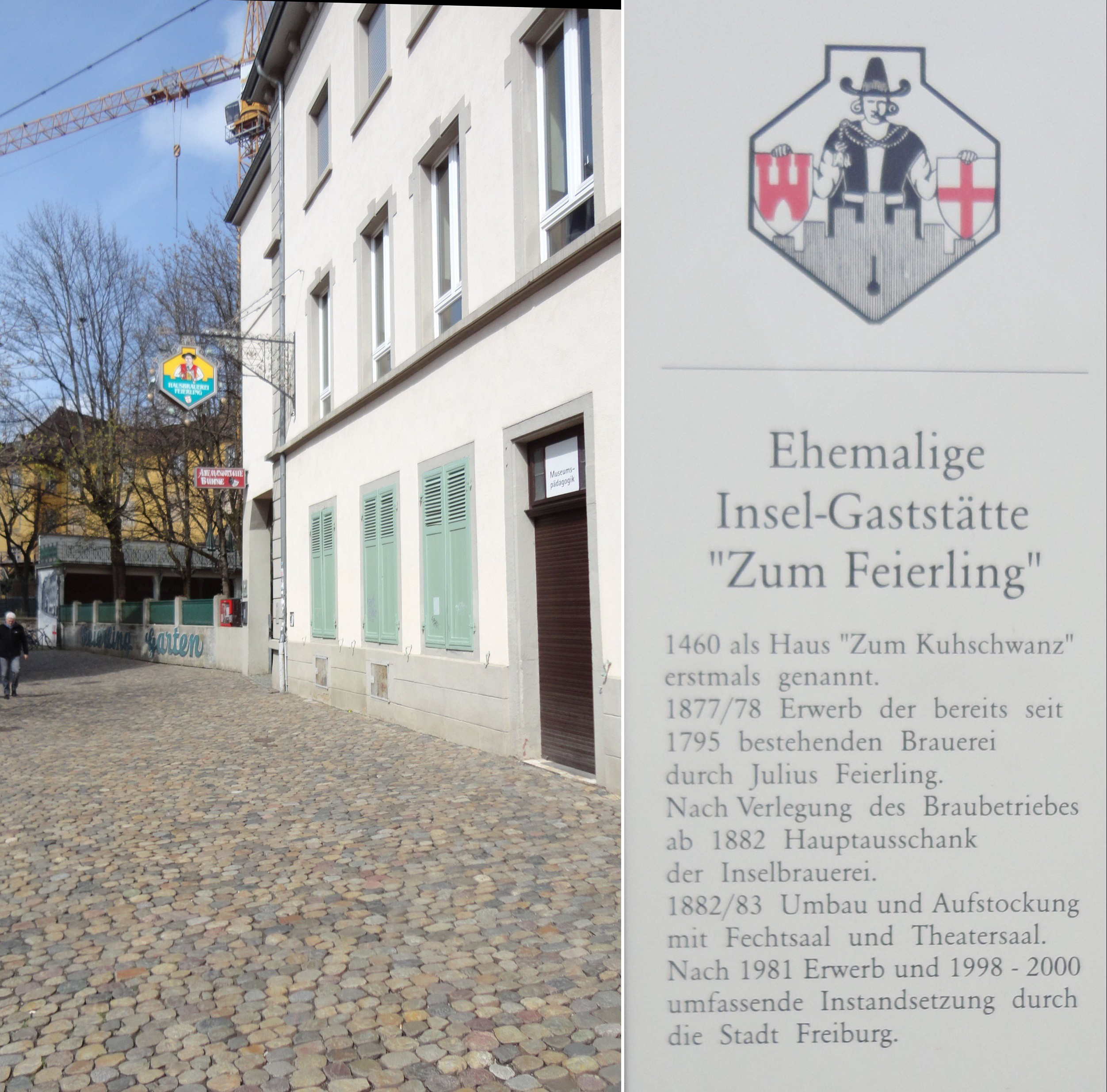
Ehemalige Inselgaststätte Feierling

Es war Friedrich A. Stocks erklärtes Ziel, Deutschland in die FIDE zurückzuführen und er begann mit Macht, dies „diplomatisch“ in die Wege zu leiten. Auf dem 20. FIDE-Kongress in Paris 1949, wo Deutschland lediglich durch den früheren Gefolgsmann von Walter Robinow, den Zweibrücker Hermann Römmig als Gast vertreten war, wurde auf Wunsch der Schweizer Delegation, angeführt von Erwin Voellmy, die Wiederzulassung Deutschlands vertagt. Diese erfolgte erst in Kopenhagen im Juli 1950 nach Gründung des Deutschen Schachbundes mit Friedrich Stock als erstem FIDE-Delegierten.
1948 kam Friedrich A. Stock (1900–1984) als neues Mitglied zum Schachverein Freiburg und wurde 1. Vorsitzender (von 1948 bis 1965).
Ebenfalls 1948 wurde Efim Bogoljubow (Deutscher Meister 1949) Mitglied im Verein. Bogoljubows Grabmal in Triberg im Schwarzwald stiftete Stock. Stock war nicht kleinlich, wenn es um die Unterstützung seiner Spieler ging. Als repräsentativen Rahmen für seinen Schachverein fand er 1950 die Inselgaststätte Feierling. Im März 1951 fand in Freiburg der erste Nachkriegsländerkampf (Bundesrepublik gegen Schweiz) statt, den die Deutschen mit 11,5 zu 8,5 gewannen. Diemer spielte an Brett 8 des doppelrundigen Kampfes.
In der Ära Stock wurde der Schachklub 1887 zehnmal Badischer Mannschaftsmeister. Im Rekordjahr 1961 errang der Verein alle badischen Titel: Mannschafts- und Einzelmeisterschaft (Egon Heim), Blitzmeisterschaft und Pokal (Wolfgang Kühler). Helga Axt gewinnt 1961 zum dritten Mal die Deutsche Damenmeisterschaft. Freiburg wurde eine Schachhochburg und richtete zweimal den Deutschen Schach-Kongress aus. Sein 75-jähriges Jubiläum feierte der Freiburger Schachklub 1962.

#### Erfolge bei Deutschen Mannschaftsmeisterschaften
In den 1950er Jahren nahm Freiburg mehrmals an Deutschen Mannschaftsmeisterschaften teil, zusammen mit Hamburg, Berlin, Düsseldorf und München.
- 1950 in Berlin: dritter Platz bei der Deutschen Mannschaftsmeisterschaft hinter Hamburger Schachgesellschaft und Schachgesellschaft Eckbauer Berlin.
- 1952 wurde die Deutsche Mannschaftsmeisterschaft mit zwei Vorrunden (Süd und Nord) sowie dem Westdeutschen Finale 1953 ausgetragen. Die Vorrunde Süd in Freiburg gewannen Düsseldorf und München.
- 1954 wurde Freiburg Vierter beim Finale im Februar 1955.
- 1955 in Lindenfels wurde Freiburg Dritter in der Endrunde.
- 1957 in Bayreuth erreichte Freiburg ebenfalls einen dritten Platz in der Endrunde.
- 1961 spielte Freiburg in der Vorrunde Süd.

### Freiburger Schachgesellschaft und Schachklub 1887 e. V.

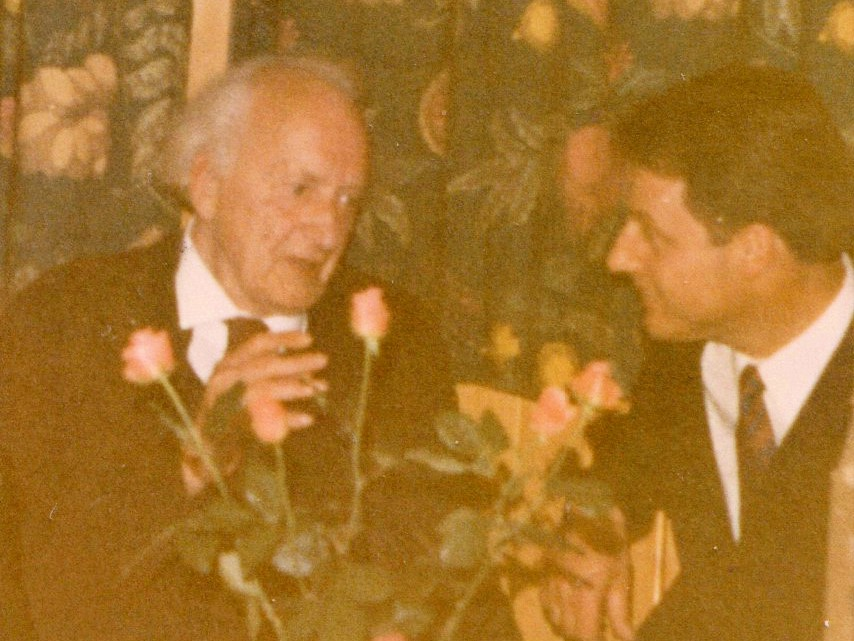
Erwin Cuntz und Hans Josef Cüppers, 1968 Feier 90. Geburtstag von Cuntz.

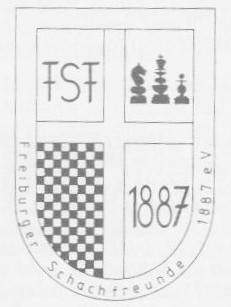
Freiburger Schachfreunde 1887

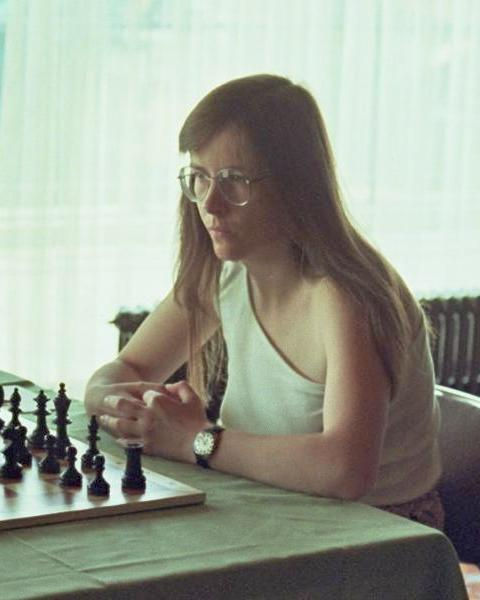
Barbara Hund beim Interzonenturnier 1982

1965 erfolgte die Zusammenführung der Freiburger Schachgesellschaft und des Schachklubs 1887 e. V.
Der Verein hieß zuerst Freiburger Schachgesellschaft-Schachklub 1887 e. V., später Freiburger Schachfreunde 1887 e. V. Vorsitzende waren Münsterbaumeister Klaus Geis, Hans Josef Cüppers (1968 bis 1971), Walter Doelfs (1971 bis 1972) und Bernhard Maier (1972 bis 1984).
1966 gewann die SGK Freiburg 1887 in Mülhausen ein Internationales Mannschaftsturnier (38 Mannschaften).
1982 wurde Barbara Hund Großmeister der Frauen beim Interzonenturnier Bad Kissingen 1982.
Von 1984 bis 2002 war Sozialrichter Uwe Langheineken Vorsitzender. In diese Zeit fiel das hundertjährige Jubiläum.
Pekka Kauppala leitete das Jubiläumskomitee 1987. In der Festschrift ist neben einem Grußwort von DSB-Präsident Heinz Hohlfeld auch ein Grußwort von Langheineken enthalten.
Rolf Böhme, der Oberbürgermeister der Stadt Freiburg überreichte 1988 den Freiburger Schachfreunden 1887 e. V. die Sportplakette des Bundespräsidenten Richard von Weizsäcker.

### SK Zähringen 1921
1977 stieg der SK Zähringen 1921 erstmals in die viergleisige 1. Bundesliga auf, stieg aber in der Saison 1977/78 als Tabellenletzter der Staffel Südwest direkt wieder ab. Nach dem erneuten Aufstieg 1979 erreichte der SK Zähringen in der Saison 1979/80 den dritten Platz in der Staffel Südwest und qualifizierte sich damit für die neugegründete eingleisige Bundesliga.
In der eingleisigen ersten Bundesliga spielte Zähringen von 1980 bis 1983, von 1984 bis 1986, in der Saison 1987/88, von 1993 bis 1996 und von 1997 bis 1999. In den Saisons 1983/84, 1986/87, von 1988 bis 1993 und in den Saisons 1996/97 und 1999/2000 spielte der SK Zähringen in der 2. Bundesliga, ab 2000 in der Oberliga Baden.
Für den SK Zähringen 1921 spielten unter anderem die Großmeister Wolodymyr Baklan, Ognjen Cvitan, Viktor Gavrikov, Julian Hodgson, Adrian Mihalčišin, Stefan Mohr, Yannick Pelletier, Eduardas Rozentalis, Roland Schmaltz und Andreï Sokolov, die Internationalen Meister Lothar Arnold, Christian Mann, Georg Siegel und Bela Toth, der Kabarettist Matthias Deutschmann und der Jura-Professor Michael Fehling.
Zum 75. Jubiläum veranstaltete der SK Zähringen ein Mixed-Turnier, an dem unter anderen Matthias Deutschmann, Michael Fehling, Gundula Heinatz und Bettina Trabert teilnahmen.

## SK Freiburg-Zähringen 1887 e. V.

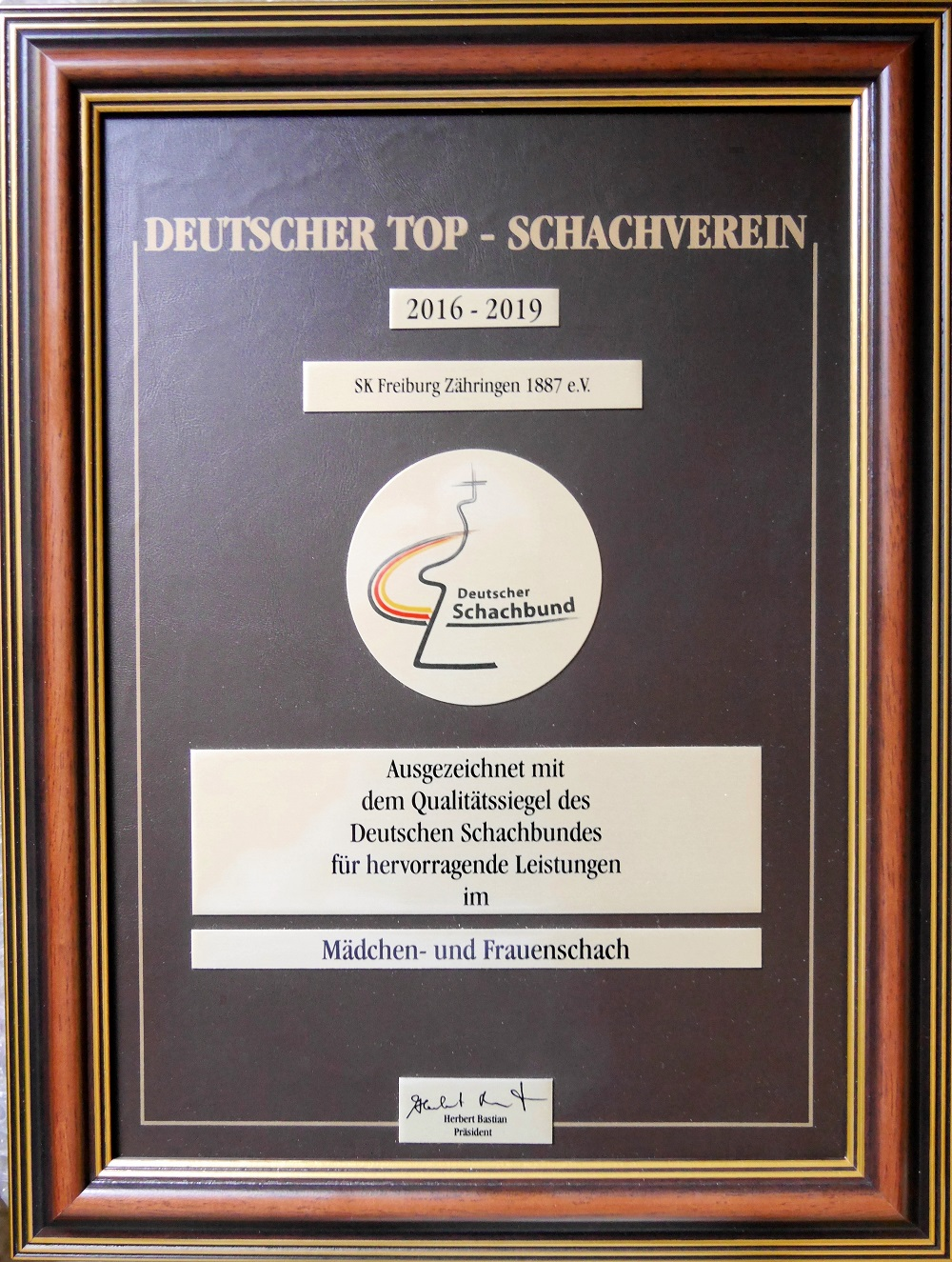
Auszeichnung des DSB

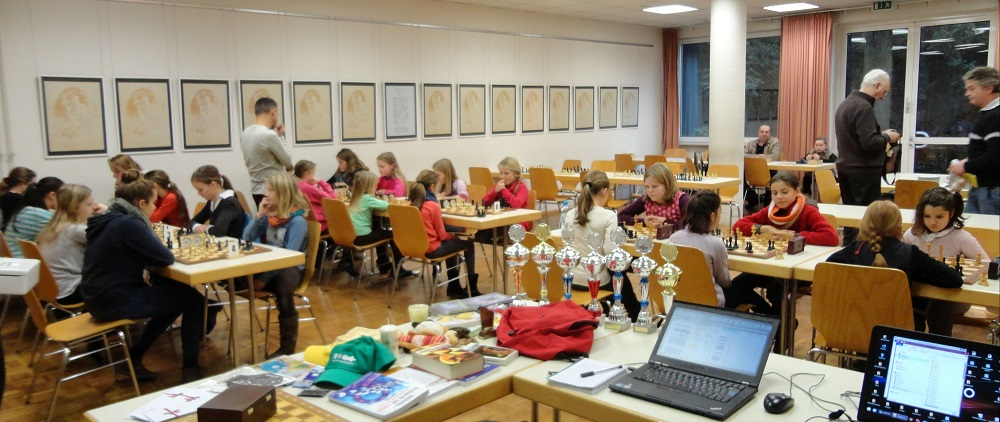
Bezirksmeisterschaften der Mädchen

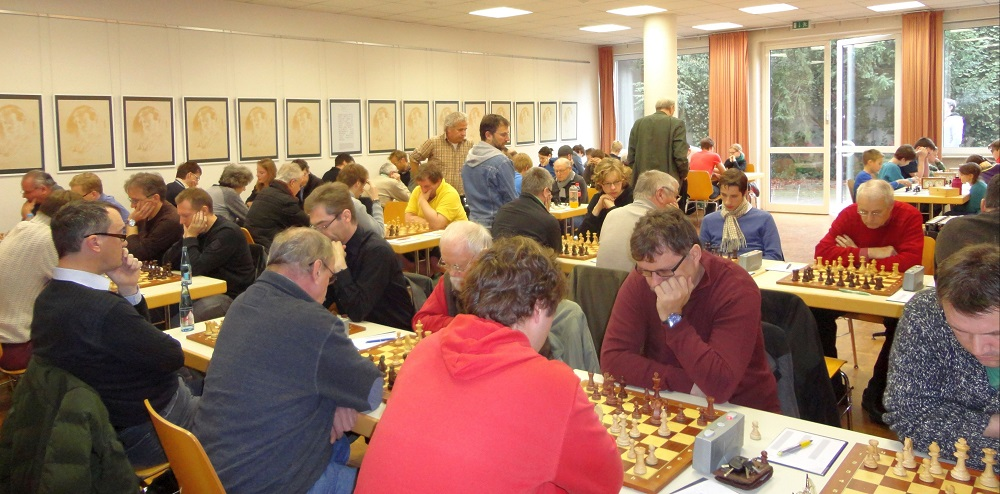
Spiellokal im Zähringer Keller, 2014

Der Zähringer Verein löste sich 2007 auf und seine Mitglieder spielten unter dem neuen Namen SK Freiburg-Zähringen 1887 e. V. weiter. Die Satzung des Vereins Freiburger Schachfreunde 1887 e. V. wurde entsprechend geändert. Der Badische Schachverband genehmigte eine Spielklassenübernahme. Unter dem neuen Namen SK Freiburg-Zähringen 1887 e. V. traten die Zähringer in Abstimmung mit dem Badischen Schachverband weiterhin in der Oberliga an.

### Erfolge, Frauen- und Mädchenschach
2014 wurden die Senioren Vizemeister bei der badischen Mannschaftsmeisterschaft der Senioren.
Aber die Jugend war viel erfolgreicher. Sie erzielte hervorragende Ergebnisse, wie Vizemeister bei der deutschen Schulschach-Mannschaftsmeisterschaft.
Seit Juli 2015 ist Barbara Hund die 1. Vorsitzende des Schachklubs Freiburg-Zähringen 1887.
2017 erhielt der Verein das Qualitätssiegel Top-Schachverein: Mädchen- und Frauenschach.
Februar 2020 erzielten die Frauen den dritten Platz in der 2. Frauenbundesliga Süd.

### Mitglieder
Der Verein hat 162 Mitglieder (Stand Juli 2019) und ist hinter OSG Baden-Baden und Karlsruher Schachfreunde der drittgrößte Verein des Badischen Schachverbandes. Beachtlich ist der hohe Anteil an weiblichen Mitgliedern (ungefähr 20 Prozent der 150 aktiven).

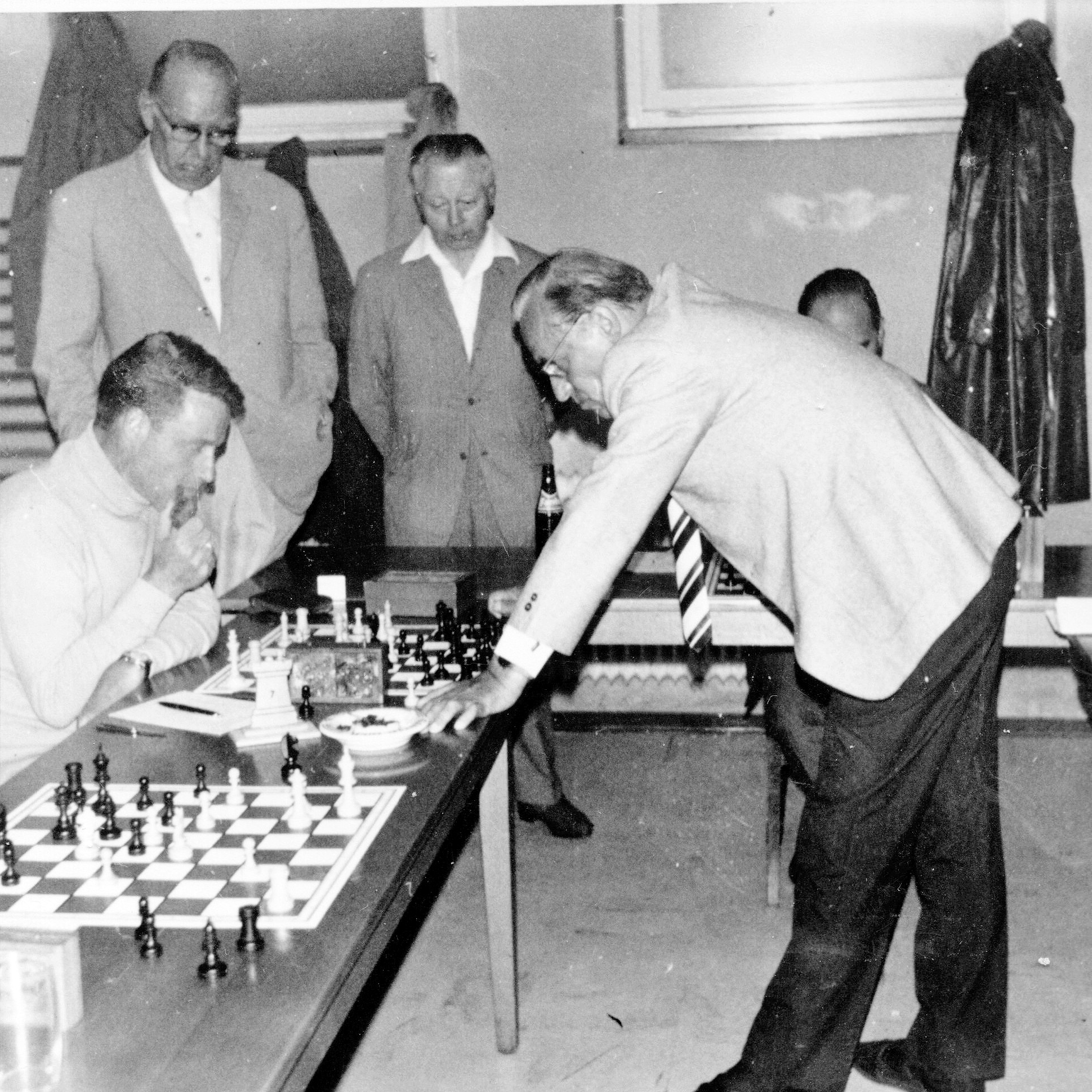
Hans J. Cüppers (sitzend), Friedrich A. Stock, Eugen Kern und Theo Schuster (Simultanspiel 1968 in Merzhausen)

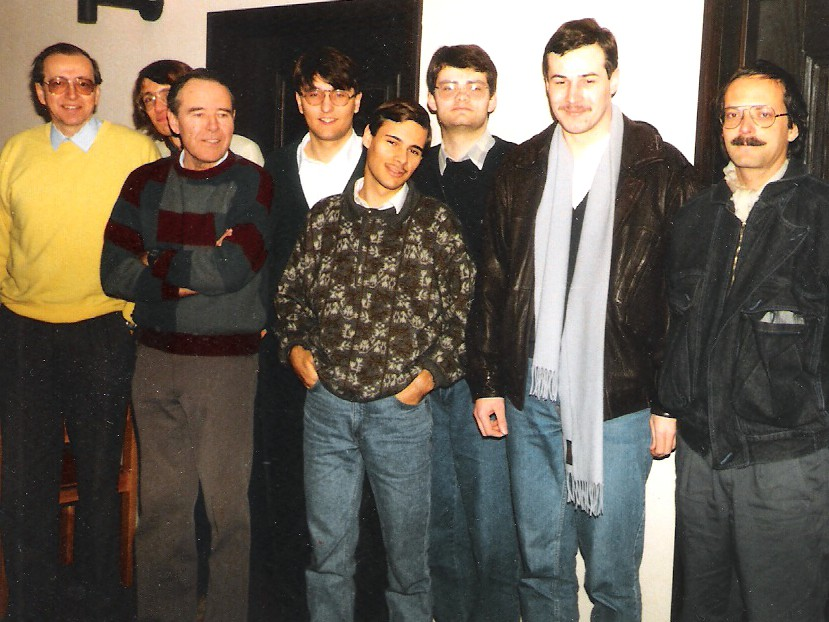
Die erste Mannschaft im Jubiläumsjahr 1987: Rainer Frank, Pekka Kauppala, Georg Studier, Christian Thoma, Konrad Fuchs, Klaus Dietrich, Edwin Bach und Andreas Becker.

#### Ehemalige und aktive in Reihenfolge der Geburt (Auswahl)
| Name                | Beruf bzw. Erfolg                          | Geburt | Tod  |
| ------------------- | ------------------------------------------ | ------ | ---- |
| Fritz Hellige       | Fabrikant                                  | 1868   | 1951 |
| Carl Hartlaub       | Rechtsanwalt                               | 1869   | 1929 |
| Erwin Cuntz         | Rechtsanwalt                               | 1878   | 1977 |
| Wilhelm Winterer    | Kolonialoffizier                           | 1879   | 1969 |
| Oskar Naegeli       | Dermatologe                                | 1885   | 1959 |
| Efim Bogoljubow     | Schachgroßmeister (1951)                   | 1889   | 1952 |
| Friedrich A. Stock  | Ehrenmitglied des DSB                      | 1900   | 1984 |
| Gottlieb Machate    | Deutscher Meister                          | 1904   | 1974 |
| Emil Joseph Diemer  | Schachspieler                              | 1908   | 1990 |
| Rudolf Kraus        | Apotheker                                  | 1909   | 1975 |
| Hans Joseph Cüppers | Ingenieur                                  | 1927   | 2003 |
| Bernd Maier         | Pädagoge, Vereinsvorsitzender (1972/84)    | 1931   | 2022 |
| Gerhard Hund        | Mathematiker                               | 1932   | 2024 |
| Helga Axt           | Internationale Meisterin (1961)            | 1937   |      |
| Wolfgang Kühler     | Schachmeister                              | 1937   |      |
| Rainer Frank        | Jura-Professor                             | 1938   |      |
| Uwe Langheineken    | Richter                                    | 1941   |      |
| Peter Bolt          | Redakteur der Schachwoche                  | 1949   | 2016 |
| Spyridon Skembris   | Schachgroßmeister (1990)                   | 1958   |      |
| Barbara Hund        | Großmeister der Frauen (1982)              | 1959   |      |
| Georg Siegel        | Internationaler Meister (1994)             | 1962   | 2010 |
| Michael Fehling     | Jura-Professor                             | 1963   |      |
| Bettina Trabert     | Großmeister der Frauen (2000)              | 1969   |      |
| Silvia Paddock      | Internationale Meisterin der Frauen (2001) | 1974   |      |
| Wladimir Kramnik    | 14. Schachweltmeister (2000)               | 1975   |      |

#### Ehrenmitglieder (Auswahl)
Rainer Frank, Barbara Hund, Max Jäger, Uwe Langheineken, Bernd Maier und Helmut Scherer.